# Liste der Stolpersteine in Selzen
In der Liste der Stolpersteine in Selzen werden die vorhandenen Gedenksteine aufgeführt, die im Rahmen des Projektes Stolpersteine des Künstlers Gunter Demnig am 4. Juli 2012 in Selzen verlegt worden sind.

## Verlegte Stolpersteine
| Adresse                 | Name           | Inschrift                                                                              | Verlegedatum | Bild | Anmerkung                          |
| ----------------------- | -------------- | -------------------------------------------------------------------------------------- | ------------ | ---- | ---------------------------------- |
| Gaustraße 37 (Standort) | Amalie Mann    | HIER WOHNTE AMALIE MANN JG. 1866 DEPORTIERT 1942 THERESIENSTADT TOT 30.10.1942         | 4. Juli 2012 |      | geboren am 1. April 1866 in Selzen |
| Gaustraße 37 (Standort) | Ferdinand Mann | HIER WOHNTE FERDINAND MANN JG. 1884 DEPORTIERT 1942 RICHTUNG OSTEN SCHICKSAL UNBEKANNT | 4. Juli 2012 |      | geboren am 2. Juni 1884 in Selzen  |